# John C. Breckinridge
John Cabell Breckinridge (Lexington, Kentucky, 1821. január 16. – Lexington, 1875. május 17.) amerikai jogász, politikus és katonatiszt. Kentuckyt képviselte a Kongresszusban és a szenátusban is. 1857-től 1861-ig ő lett az Amerikai Egyesült Államok valaha megválasztott legfiatalabb alelnöke. Indult az 1860-as elnökválasztáson, amelyet elvesztett Abraham Lincoln ellen. A polgárháborǘ kitörésekor a szenátus tagja volt, de a Konföderációs hadsereghez való csatlakozása után megfosztották hivatalától. 1865 januárjában kinevezték a Konföderáció hadügyminiszterévé.
Gazdag kentuckybeli családban született Lexington környékén. A Mexikói–amerikai háborúban teljesített fegyvertelen szolgálata után 1849-ben a Demokrata párt képviselőjeként beválasztották Kentucky állam törvényhozásába, ahol az államok önrendelkezési jogának követelőjeként lépett föl a rabszolgaság védelmezése érdekében. 1850-ben az Egyesült Államok törvényhozójává választották. Stephen A. Douglas szövetségeseként támogatta a Kansas–Nebraska-törvényt. Miután az 1854-es kongresszusi választókörzet-átszabás valószínűtlenné tette az újraválasztását, lemondott az újrajelöltetésről. 1856-ban a Demokrata nemzeti konvención James Buchanan alelnökének jelölték, hogy a déli szavazatokat begyűjtse az északi elnökjelölt számára. A demokrata párt megnyerte az 1856-os választást, de Breckinridge-nek nem sok szerep jutott azon túl, hogy a Szenátus házelnöke volt mert ebbéli pozíciójában nem vehetett részt a vitákban. 1859-ben elnyerte John J. Crittenden szenátor 1861-ben megüresedő székét. Alelnökként Breckinridge támogatta Buchanant a Kansas számára rabszolgatartást engedélyező Lecompton alkotmány törvénybe iktatásában, melynek elbukása végül a Demokrata párt meghasonlását okozta.
A déli demokraták elhagyták az 1860-as baltimore-i jelöltállító konvenciót és a párt északi és déli frakcióra szakadt. Az északi Douglast, a déli Breckinridge-et jelölte elnöknek a választásra. Az Alkotmányos Uniópárt John Bell jelölésével akarta megmenteni a nemzetet az országrészek szétesésétől. A három jelölt között szétforgácsolódó szavazatok a Republikánus párt jelölte Abraham Lincoln földindulásszerű győzelmét hozták. Breckinridge bár a legtöbb déli állam elektori szavazatát elnyerte, messze a győztes mögött teljesített, de a szenátori székéből az ország egységének megőrzését sürgette és kompromisszumok kötését szorgalmazta. A bomlást azonban már nem tudta megállítani. Miután Kentucky semlegessége összeomlott Breckinridge a frontvonal déli oldalára utazott és jelentkezett a hadseregbe. A Konföderációs hadsereg dandártábornokaként az Amerikai Egyesült Államok Szenátusából leváltották és árulónak bélyegezték.
A Shiloh-i csata után vezérőrnaggyá léptették elő és 1862 októberében a Mississippi hadsereg kötelékébe került, Braxton Bragg parancsnoksága alá. Bragg azzal vádolta, hogy iszákosságával hozzájárult a Stone River-i csata 1862. december végi és a Missionary Ridge-i ütközet 1863. november végi elvesztéséhez. Breckinridge csatlakozott a parancsnokot kritizáló magas rangú tisztek csoportjához és a konfliktus eredményeképpen átvezényelték a Kelet-Tennessee-i és Nyugat-Virginiai Hivatalhoz. 1864. május 15-én Franz Sigel hadseregét a Második New Market-i ütközetben legyőzve legfényesebb katonai sikerét aratva visszaűzte a Shenandoah-völgyre támadó uniós erőket. Ezt követően részt vett Jubal Anderson Early altábornagy 1864-es shenandoah-völgyi hadjáratában. 1865 februárjában Jefferson Davis elnök kinevezte hadügyminiszternek. Ráébredve, hogy a háború elveszett, Breckinridge hiábavalóan sürgette Davist, hogy tegye le a fegyvert. A Harmadik Petersburgi csata elvesztését és Richmond elestét követően sikeresen megmentette a Konföderáció iratanyagát a pusztulástól.
Külföldre menekült és három évig száműzetésben élt, míg Andrew Johnson elnök 1868-ban kiterjesztette az elnöki kegyelmet minden korábbi konföderációsra. Ekkor hazatért Kentuckyba, de közéleti szerepet ambíciói kiégésével nem volt hajlandó vállalni semelyik oldal sürgetésére sem, hanem jogászi pályáját folytatta. A háborús sebesülések aláásták egészségét és 1875-ben máj- és tüdőbetegsége következtében meghalt. Breckinridge hatékony katonai vezetőnek bizonyult. A háborút követő rabszolga-felszabadítás miatt utólag posztkonföderációs szimpátiára váltó Kentuckyban megbecsülésnek örvendett, de az északi államokban többnyire árulónak tartották.